# Deti (jezik)
Deti jezik (deti-khwe, tete, teti, tletle; ), dijalekt jezika shua [shg], kojsanska porodica, nekad priznat samostalnim jezikom označen identifikatorom [DET].
Govori se u selima duž rijeke Boteti u distriktu Central u Bocvani. Postojalo je dva dijalekta ili poddijalekta, k'ere-khwe i tsh'erekhwe. Broj govornika nije poznat, tek starije osobe se služe njime, a pripadnici plemena Deti, njih oko 2.000 jezično i kulturno nestaju među narodima Tswana i Shua, te još nekim kojsanskim skupinama.